# Niamana (Burkina Faso)
Pour les articles homonymes, voir Niamana.
Niamana est une commune rurale située dans le département de Sindo de la province de Kénédougou dans la région des Hauts-Bassins au Burkina Faso.

## Géographie
Niamana se trouve à 9 km au nord de Sindo et à 5 km de la frontière malienne, que constitue la rivière Banifing (et dont c'est le seul passage franchissable dans cette zone) où se trouve sur la rive gauche la commune malienne de Zantiguila et de Benzasso (à moins de 10 km).

## Santé et éducation
Le centre de soins le plus proche de Niamana est le centre de santé et de promotion sociale (CSPS) de Sindo.